# Prince of Persia: The Sands of Time (film)
Prince of Persia: The Sands of Time er en fantasy-eventyr film fra 2010 skrevet af Jordan Mechner, Boaz Yakin, Doug Miro, og Carlo Bernard, instrueret af Mike Newell, og produceret af Jerry Bruckheimer. Filmen er baseret på videospillet af samme navn, som er udviklet og blev udgivet i 2003 af Ubisoft Montreal.
I hovedrollerne ses Jake Gyllenhaal som Prince Dastan, Gemma Arterton som prinsesse Tamina, Ben Kingsley som Nizam, og Alfred Molina som Sheik Amar.
På trods af filmen primært er baseret på The Sands of Time, er elementer fra Prince of Persia: Warrior Within og Prince of Persia: The Two Thrones også indarbejdet i filmen.

## Soundtrack
Alanis Morissette komponerede temasang til filmen, som hedder "I Remain" Filmmusiken blev skrevet af komponisten Harry Gregson-Williams.
| Prince of Persia: The Sands of Time Soundtrack | Prince of Persia: The Sands of Time Soundtrack                                           | Prince of Persia: The Sands of Time Soundtrack | Prince of Persia: The Sands of Time Soundtrack | Prince of Persia: The Sands of Time Soundtrack | Prince of Persia: The Sands of Time Soundtrack | Prince of Persia: The Sands of Time Soundtrack | Prince of Persia: The Sands of Time Soundtrack | Prince of Persia: The Sands of Time Soundtrack | Prince of Persia: The Sands of Time Soundtrack |
| #                                              | Titel                                                                                    | Længde                                         |                                                |                                                |                                                |                                                |                                                |                                                |                                                |
| ---------------------------------------------- | ---------------------------------------------------------------------------------------- | ---------------------------------------------- | ---------------------------------------------- | ---------------------------------------------- | ---------------------------------------------- | ---------------------------------------------- | ---------------------------------------------- | ---------------------------------------------- | ---------------------------------------------- |
| 1.                                             | "The Prince of Persia"                                                                   | 5:20                                           |                                                |                                                |                                                |                                                |                                                |                                                |                                                |
| 2.                                             | "Raid On Alamut"                                                                         | 6:32                                           |                                                |                                                |                                                |                                                |                                                |                                                |                                                |
| 3.                                             | "Tamina Unveiled"                                                                        | 2:34                                           |                                                |                                                |                                                |                                                |                                                |                                                |                                                |
| 4.                                             | "The King and His Sons"                                                                  | 2:59                                           |                                                |                                                |                                                |                                                |                                                |                                                |                                                |
| 5.                                             | "Dastan and Tamina Escape"                                                               | 4:31                                           |                                                |                                                |                                                |                                                |                                                |                                                |                                                |
| 6.                                             | "Journey Through the Desert"                                                             | 2:55                                           |                                                |                                                |                                                |                                                |                                                |                                                |                                                |
| 7.                                             | "Ostrich Race"                                                                           | 0:59                                           |                                                |                                                |                                                |                                                |                                                |                                                |                                                |
| 8.                                             | "Running from Sheikh Amar"                                                               | 3:27                                           |                                                |                                                |                                                |                                                |                                                |                                                |                                                |
| 9.                                             | "Trusting Nizam"                                                                         | 4:37                                           |                                                |                                                |                                                |                                                |                                                |                                                |                                                |
| 10.                                            | "Visions of Death"                                                                       | 1:46                                           |                                                |                                                |                                                |                                                |                                                |                                                |                                                |
| 11.                                            | "So, You're Going To Help Me?"                                                           | 2:20                                           |                                                |                                                |                                                |                                                |                                                |                                                |                                                |
| 12.                                            | "The Oasis Ambush"                                                                       | 1:54                                           |                                                |                                                |                                                |                                                |                                                |                                                |                                                |
| 13.                                            | "Hassansin Attack"                                                                       | 2:59                                           |                                                |                                                |                                                |                                                |                                                |                                                |                                                |
| 14.                                            | "Return To Alamut"                                                                       | 3:05                                           |                                                |                                                |                                                |                                                |                                                |                                                |                                                |
| 15.                                            | "No Ordinary Dagger"                                                                     | 4:39                                           |                                                |                                                |                                                |                                                |                                                |                                                |                                                |
| 16.                                            | "The Passages"                                                                           | 3:09                                           |                                                |                                                |                                                |                                                |                                                |                                                |                                                |
| 17.                                            | "The Sands of Time"                                                                      | 3:58                                           |                                                |                                                |                                                |                                                |                                                |                                                |                                                |
| 18.                                            | "Destiny"                                                                                | 3:38                                           |                                                |                                                |                                                |                                                |                                                |                                                |                                                |
| 19.                                            | "I Remain" (udføres af Alanis Morissette, skrevet af Alanis Morissette og Mike Elizondo) | 4:57                                           |                                                |                                                |                                                |                                                |                                                |                                                |                                                |
| 66:26                                          |                                                                                          |                                                |                                                |                                                |                                                |                                                |                                                |                                                |                                                |